# Крестьянский поземельный банк
Крестья́нский поземе́льный банк (Крестья́нский банк) — государственное кредитное учреждение (банк), работавшее в период с 1882 по 1917 год в Российской империи.
Земельный банк выдавал долгосрочные ссуды крестьянам на покупку частновладельческих, прежде всего дворянских земель. В литературе встречается написание — Крестьянский Поземельный Банк.

## История

### Подготовка и утверждение проекта
В начале 1880-х годов под руководством министра внутренних дел (Н. П. Игнатьев), министра государственных имуществ (М. Н. Островский) и министра финансов (Н. Х. Бунге) было разработано Положение о Крестьянском банке. 18 мая 1882 года документ был утвержден императором.

### Действия банка на рынке земельной недвижимости
В 1883—1915 годах свыше 1 000 000 крестьянских дворов приобрели через банк более 15,9 млн десятин земли (это больше территории современных Австрии, Швейцарии и Словении, вместе взятых). Общая сумма выданных ссуд превысила 1 350 000 000 рублей.
Первоначально Крестьянский банк действовал на территории Европейской России, где в 1883 году было 11 отделений. С 1888 года Банк охватил губернии Привисленского края, с 1906 года — Закавказье и прибалтийские губернии. К 1905 году действовало 40 отделений Банка, из которых 17 были самостоятельными, а 23 — объединёнными с отделениями Дворянского банка. В 1915 году 52 местных отделения Крестьянского поземельного банка функционировали в 68 губерниях и 5 — областях Европейской и Азиатской России.
Банк находился в ведении Министерства финансов. Возглавлялся управляющим и советом (назначались министром финансов), отделениями руководили управляющие (назначались министром финансов). Члены совета отделений: один, по назначению губернатора, и два члена, выбираемые местным губернским земским собранием или губернским присутствием по крестьянским делам. Управляющему отделением принадлежала исполнительная и распорядительная власть. В его обязанности входило председательствование в заседаниях отделения; наблюдение за движением и сохранностью сумм; наблюдение за порядком делопроизводства, счетоводства и за точным исполнением наказа, устава и распоряжений министра финансов, совета и управляющего банком; распределение обязанностей между служащими отделения.
На отделения банка были возложены следующие функции:
- приём и рассмотрение заявлений о выдаче ссуд, о раздроблении и отчуждении заложенных имений, о договорах и льготах заложенных имений;
- подробное рассмотрение производственных расценок, оценок и условий покупки земли крестьянами;
- выдача разрешённых ссуд;
- хозяйственное заведование имениями, принадлежавшими банку;
- составление предложений о продаже принадлежавших банку земель и предварительное соглашение с покупателями по этому вопросу;
- надзор за поступлениями платежей по ссудам и за исполнением заёмщиками обязательств перед банком;
- взыскание недоимок;
- исполнение поручений совета по заключению договоров от имени банка;
- исполнение любых обязанностей, возложенных на отделения уставом, наказом и особыми распоряжениями министра финансов, совета и управляющего банком.

Средства банка составляли: суммы, полученные от реализации государственных свидетельств банка; запасной капитал, образованный из чистых прибылей банка; собственный капитал банка, составленный из дарованных банку отчислений из выкупных платежей крестьян и из чистых прибылей банка, когда не было необходимости отчислять их в запасной капитал.
Средства на выдачу ссуд Крестьянский банк получал путём выпуска 5,5 %-х закладных листов с номиналом 100, 500 и 1000 руб. (были обеспечены землёй, принятой банком в залог) и за счёт правительственных субсидий. Банк выдавал ссуды в размере 80 % — 90 % стоимости покупаемой земли на срок от 13 лет до 51 года. По ссудам банк взимал от 7,5 % до 8,5 % годовых.
По утверждению известного советского историка Николая Троицкого, ссуды крестьянам банк выдавал только при покупке земли у помещиков. При этом, по его подсчётам, цены на землю у банка были вдвое больше среднерыночной цены: в 1883 году одна десятина стоила 27 руб. 52 коп., — рыночная цена, 52 руб. 38 коп. — в Крестьянском банке.
В революцию 1905—1907 годов Крестьянский банк препятствовал падению цен на землю, скупив у помещиков 2,7 млн десятин (по 107 руб. за десятину). В августе 1906 года в распоряжение банка были переданы удельные земли и часть казённых земель, для последующей их продажи крестьянам. Примечательно, что если до революции 1905—1907 годов Крестьянский банк отдавал предпочтение работе с коллективными клиентами (общинам и тому подобное), то начиная с 1908 года земля из фондов банка могла продаваться только единоличникам. Согласно указу от 21 марта 1906 года, ссуды из Крестьянского и Дворянского банков стали выдаваться процентными бумагами.
В годы столыпинской аграрной реформы банком было продано крестьянам, выходившим на отруба, 54,6 % земли, крестьянам, выходившим на хутора, — 23,4 %. Из всего запаса Крестьянского банка к 1917 году было продано 61 % земли. 
Крестьянский поземельный банк был ликвидирован согласно декрета СНК от 25 ноября 1917 года «Об упразднении Государственного дворянского земельного и Крестьянского поземельного банков».

### Значение для решения земельного вопроса
Исследование быта переселенцев из Полтавской, Черниговской, Харьковской, Ковенской, Гродненской, Витебской, Смоленской, Воронежской, Курской, Орловской и Пензенской губерний, водворённых в Тобольской губернии, выполненное по распоряжению тобольского губернатора Л. М. Князева во второй половине 1897 года, показало: с момента организации в 1882 году Крестьянского поземельного банка рост населения России составлял более одного процента в год, а размеры крестьянской собственности росли только на 0,13 %. Поскольку банк не смог решить проблему финансирования покупки земли, её цена возрастала, как и раздробленность земельных наделов. Обследованием было установлено, что у переселенцев в Ишимском районе на их родине было только по 2,5 десятины пахотной земли на двор, а в Тюкалинском — по две, так что собственного хлеба им хватало до Филипповского поста, редко до Пасхи. В этих условиях под запашку шли луга, уменьшалось количество домашнего скота, который нечем кормить, с ним и урожайность почвы. Из-за массовой запашки также возникали засухи и уменьшался сток рек. Среди новосёлов Тобольской губернии четверть не имели лошадей, треть — коров.
Не имея возможности купить землю, крестьяне брали её в аренду на кабальных условиях (например, за половину урожая, денежную оплату или обязательство отработать на арендодателя 5 дней в неделю). Количество арендуемых хозяйств в разных местностях составляло от 50 % до 85 % дворов, увеличивая социальное неравенство в деревне.

## Отделения
Ниже представлены (не все) отделения КПБ:
- Крестьянский поземельный банк в Варшаве;
- Крестьянский поземельный банк во Владимире;
- Крестьянский поземельный банк в Киеве, ул. Владимирская 10;
- Крестьянский поземельный банк в Ломже;
- Крестьянский поземельный банк в Люблине;
- Крестьянский поземельный банк в Москве;
- Крестьянский поземельный банк в Нижнем Новгороде; с 1913 года ул. Малая Печерская 39, угол Тихоновской);
- Крестьянский поземельный банк, в Одессе: дом Толстых-Маразли (Барятинский пер. угол Маразлиевской), с 1913 года Маразлиевская 34;
- Крестьянский поземельный банк в Пензе;
- Крестьянский поземельный банк в Петрокове;
- Крестьянский поземельный банк в Перми; с 1912 года ул. Петропавловская угол Обвинской.
- Крестьянский поземельный банк в Полтаве; с 1909 года в здании на углу Куракинской и Круглой;
- Крестьянский поземельный банк в Ростове-на-Дону;
- Крестьянский поземельный банк в Саратове;
- Крестьянский поземельный банк в Симбирске;
- Крестьянский поземельный банк в Тамбове;
- Крестьянский поземельный банк в Уфе;
- Крестьянский поземельный банк в Харькове, ул. Сумская 78, дом Фигуровского, с 1913 ул. Епархиальная (ныне ул. Алчевских) № 29;
- Крестьянский поземельный банк в Чернигове; с 1912 года здание на ул. Шоссейной;
- Крестьянский поземельный банк в Ярославле;
- Крестьянский поземельный банк в Могилёве, ныне Могилёвский областной художественный музей;
- и другие.